# جون سوليفان (لاعب كرة قدم)
جون سوليفان (بالإنجليزية: John Sullivan) (و. 1985  م) هو لاعب كرة قدم أمريكية، من الولايات المتحدة، ولد في ماونت كيسكو، يلعب كمركز ‏.

## التعليم
تعلم في Greenwich High School ‏.

## روابط خارجية
- جون سوليفان على موقع مرجع كرة القدم المحترفة.كوم (الإنجليزية)